# خوسيه بينتو (لاعب اتحاد الرغبي)
خوسيه بينتو (بالبرتغالية: José Manuel Neves Pinto‏) هو لاعب اتحاد الرغبي برتغالي، ولد في 5 فبراير 1981 في لشبونة في البرتغال.